# 汪泓 (明朝)
汪泓（16世紀—16世紀），號靜齋，南直隸寧國府旌德縣人，軍籍，明朝政治人物。

## 生平
汪泓是嘉靖二十二年（1543年）癸卯科應天鄉試第一百十二名舉人，二十九年（1550年）授阜城知縣，判決鄰近獻縣疑獄，鄰縣人民爭相請他判案，人稱神君，又力爭免除軍派買馬二百匹，操守清潔，得御史以薊邊告急，特疏薦任薊州知州，按冊稽實糧餉令士馬不為飢餓，入朝為工部屯田司員外郎，改都水司員外郎，修築河南堤壩令漕運暢通，改營繕司郎中，出為南安知府，不久請求回鄉，不再出仕，去世後入祀名宦祠、鄉賢祠。

## 引用
1. 1 2  民國《旌德縣志·卷八·人物》：汪浤【泓】，號靜齋，嘉靖癸卯舉人，知阜城，斷獻縣疑獄，鄰邑爭趨讞稱神君，郡募軍派，阜城買馬二百匹，民驚將鳥獸散，浤【泓】力爭得免，會薊邊告急，御史特疏薦守薊州，先是薊鎮冒虛餉十餘萬，浤【泓】按冊稽實，士馬飽騰，陞屯田、都水司員外，築中州齧堤，漕艘以濟，改營繕司郎中，出守南安，未期南安稱治，尋乞歸，世廟親稽三殿工數，廉浤【泓】徵四川副使不就，長吏跡之，梓山別業，不肯束帶相見，厯祀名宦、鄉賢。 見省志、府志
2. ↑  光緒《阜城縣志·卷十六·仕籍》：知縣……明……汪泓 旌德人，舉人，嘉靖二十九年任，操守清潔，歷陞知府